# المزروعه
المزروعه یک منطقهٔ مسکونی در قطر است که در شهرداری ام صلال واقع شده‌است. المزروعه ۵٫۹ کیلومتر مربع مساحت دارد.